# خلیج فارس
خلیج فارس یک دریای میانه‌ای در غرب آسیا است. این پهنهٔ آبی امتدادی از دریای عرب و بخشی از اقیانوس هند است که در میان ایران و شبه‌جزیرهٔ عربستان قرار دارد.

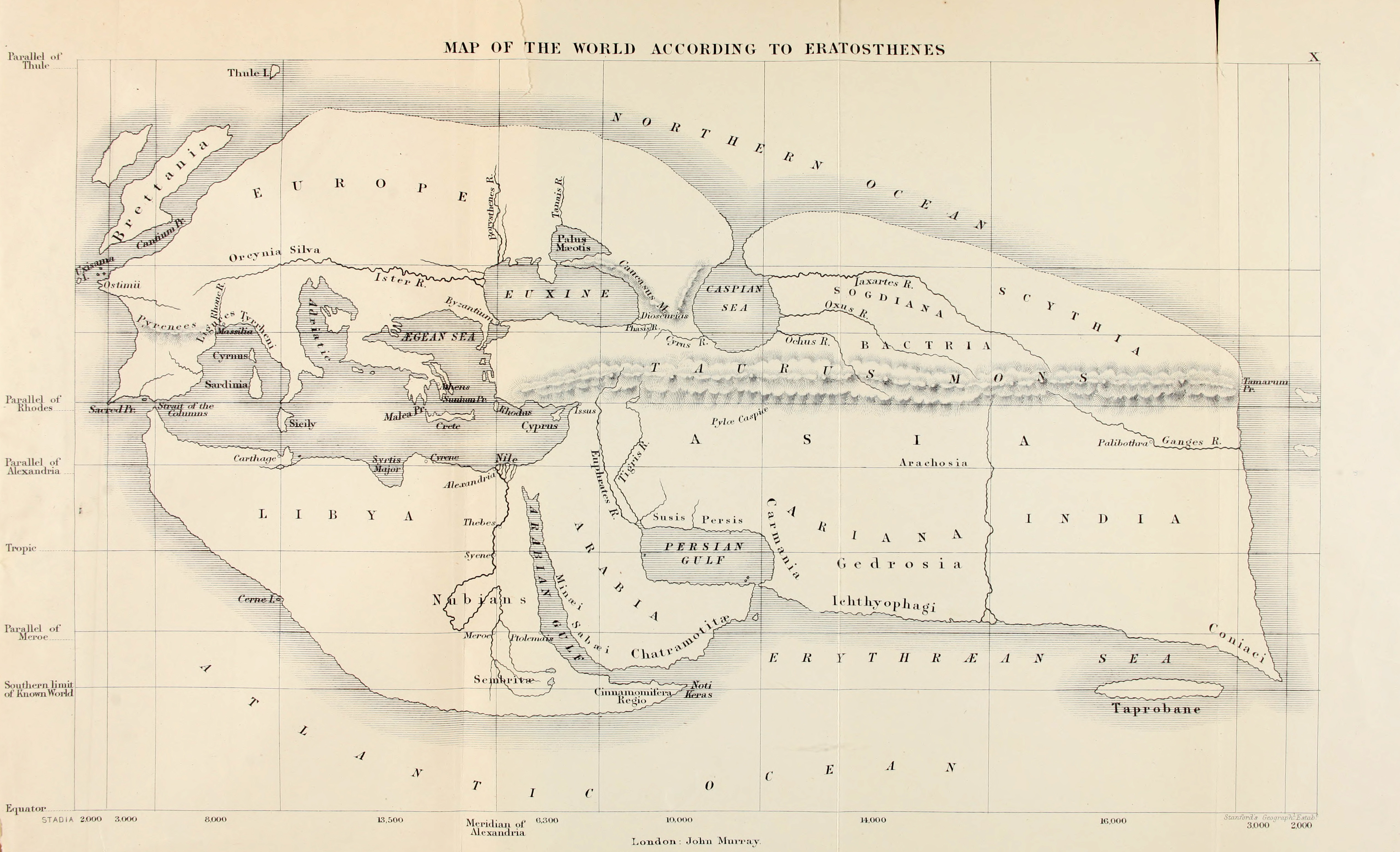
نقشه‌ای بازسازی‌شده از جغرافیای اراتوستن (۱۹۴ پیش از میلاد)، از جهان شناخته‌شدهٔ آن روزگار، اراتوستن نخستین نویسندهٔ خارجی است که از نام ایران و خلیج فارس یاد کرده است. او ایران را آریانا و خلیج فارس را Persian Gulf نامیده‌ است.

این خلیج در شرق از طریق تنگهٔ هرمز به دریای عمان متصل می‌شود و دلتای اروندرود، بخش شمال‌غربی ساحل این خلیج را تشکیل می‌دهد.
خلیج فارس دارای منابع ماهی‌گیری فراوان، آب‌سنگ‌های گسترده (که بیشتر سنگی‌اند، اما برخی نیز مرجانی هستند) و صدف مرواریدهای فراوان است. با این حال، بوم‌شناسی آن بر اثر صنعتی‌سازی و آلودگی نفتی آسیب دیده‌ است. به سبب وجود منابع سرشار نفت و گاز در خلیج فارس و سواحل آن، این آبراهه در سطح بین‌المللی، منطقه‌ای مهم و راهبردی به‌شمار می‌آید.
خلیج فارس در حوضهٔ خلیج فارس قرار دارد که منشاء آن نوزیستی است و با فرورانش صفحهٔ عربستان به زیر زاگرس مرتبط است. آب‌گرفتگی کنونی این حوضه حدود ۱۵٬۰۰۰ سال پیش، در پی افزایش سطح آب دریاها در جریان عقب‌نشینی یخبندان هولوسن آغاز شد.
نام تاریخی این پهنهٔ آبی، همواره با نام‌های سرزمین ایران پیوند داشته و در زبان‌های گوناگون، ترجمه یا معادل «خلیج فارس و یا دریای پارس» بوده است. همچنین در تمام سازمان‌های جهانی، نام رسمی آن، «خلیج فارس» است، سازمان آب‌نگاری بین‌المللی از نام «خلیج ایران» که آن را معادل (خلیج فارس) دانسته است، برای این خلیج استفاده می‌کند. برخی از کشورهای عربی در دهه‌های اخیر، برای تحریف نام خلیج فارس کوشیده‌اند، تا نامی که خودشان می‌خواهند را بر روی خلیج فارس بگذارند.
قدیمی‌ترین اشاره به این پهنه‌ی آبی در جنوب ایران با عنوان «خلیج فارس»، در متن‌های یونان باستان دیده می‌شود که قدمت آنها حداقل به پنج سده پیش از میلاد مسیح بازمی‌گردند.
تمامی نوشته‌ها و کتاب‌هایی که از نام جعلی استفاده کرده‌اند، از دهه ۱۹۶۰ به بعد تهیه شده‌اند. درست در زمانی که همه‎ی رسانه‌های عمومی (روزنامه، تلویزیون، رادیو) وجود داشته‌اند.
یکی از دلایل اصلی کشور انگلستان در جهت پشتیبانی از این تغییر نام ، جلب رضایت و اظهار به دوستی با کشورهای عربی بود، تا نفت آنها را ارزان خریداری، و سلاح‌های گران‌قیمت خود را گران به آنها بفروشد.

## پیدایش
زمین‌شناسان معتقدند که در حدود پانصد هزار سال پیش، صورت نخستین خلیج فارس در کنار دشت‌های جنوبی ایران تشکیل شد و به مرور زمان، بر اثر تغییر در ساختار درونی و بیرونی زمین، شکل ثابت کنونی خود را یافت. خلیج فارس در آغاز، بسیار پهناور بوده به‌طوری‌که تا اواخر دوره سوم زمین‌شناسی، بیشتر جلگه‌های برازجان، بهبهان و خوزستان ایران تا کوه‌های زاگرس در زیر آب بوده‌اند.
از آخرین تغییرات خلیج فارس، این بوده که این خلیج، طی دوران آخرین عصر یخبندان (حدود ۷۰ تا ۱۱ هزار سال پیش) که آب‌وهوای زمین، سردتر بوده و یخسارهای قطبی و یخچال‌های کوهستانی، گسترش یافته‌اند و در نتیجه، به‌دلیل جذب آب اقیانوس‌ها به یخسارهای قطبی و گسترش آن‌ها، آب اقیانوس‌ها و دریاها طی این دوران، پایین رفته است (به‌طور میانگین ۱۲۰ متر). در این مدت، جایی که امروزه با نام خلیج فارس می‌شناسیم، وجود نداشته و به‌صورت گودالی بسیار بزرگ بوده که رودخانهٔ پهناور اروندرود به آن می‌ریخته و در عمیق‌ترین بخش‌های آن، دریاچه‌ها و برکه‌هایی وجود داشته‌اند؛ برخی بررسی‌ها نشان می‌دهد که به‌احتمال زیاد تمدنی در آن مناطق شکل گرفته، که با ورود و بالا آمدن سطح آب در خلیج فارس، بقایای آن به زیر آب رفته است.
پس از پایان آخرین عصر یخبندان در حدود ۱۱ هزار سال پیش، و ذوب‌شدن یخهای قطبی و بالا آمدن آب اقیانوس‌ها و دریاهای آزاد، سطح دریای عمان نیز بالا آمده و از طریق تنگهٔ هرمز، آب به درون گودال بسیار بزرگی که امروزه با نام خلیج فارس می‌شناسیم، جاری شده و به‌تدریج، به شکلی که امروز می‌بینیم درآمده است. گمانه‌زنی‌هایی وجود دارد که پس از خروج انسان خردمند از آفریقا در حدود ۷۰ هزار سال پیش، بستر خلیج فارس محل شکل‌گیری تمدن یا تمدن‌هایی بوده که پس از پایان عصر یخبندان، آثار آن به زیر آب رفته است.

## تاریخ
خلیج فارس سده‌ها مرکز حیاتی تجارت و حمل و نقل بوده است. تاریخ خلیج فارس را می‌توان به دوران باستان با شواهدی از سکونت‌گاه‌های اولیه انسان‌ها در حدود ۵۰۰۰ سال قبل از میلاد ردیابی کرد. در طول تاریخ، خلیج فارس خانه بسیاری از امپراتوری‌ها و تمدن‌ها ازجمله سومری‌ها، اکدی‌ها، بابلی‌ها، ایرانی‌ها، یونانی‌ها و اعراب بوده است. این تمدن‌ها برای کنترل خلیج فارس جنگیده‌اند و محل درگیری‌های متعددی ازجمله جنگ ایران و عراق از سال ۱۹۸۰ تا ۱۹۸۸ بوده است.
در سده هفتم، خلافت اسلامی بر منطقه خلیج فارس تسلط یافت و به مرکز مهم تجارت و بازرگانی تبدیل شد. خلیج فارس در طول سده نوزدهم با افزایش صادرات نفت شاهد افزایش قابل توجهی در تجارت بود و تا به امروز یکی از صادرکنندگان اصلی نفت است. در سال‌های اخیر تنش‌ها بین کشورهای همسایه به‌ویژه ایران و عربستان سعودی منجر به افزایش حضور نظامی و بی‌ثباتی سیاسی در منطقه خلیج فارس شده است. با این حال، تلاش‌هایی نیز برای افزایش همکاری‌ها و ایجاد اتحاد بین کشورهای منطقه به نفع متقابل انجام می‌شود.

## ویژگی‌های جغرافیایی

### جغرافیای مکانی
خلیج فارس در ۲۴ تا ۳۰ درجه و ۳۰ دقیقه عرض شمالی و ۴۸ تا ۵۶ درجه و ۲۵ دقیقه طول شرقی از نصف‌النهار گرینویچ قرار دارد.
این خلیج توسط تنگه هرمز به دریای عمان و از طریق آن به دریاهای آزاد مرتبط است. از بین کشورهای همسایه خلیج فارس، کشور ایران دارای بیشترین مرز آبی مشترک با خلیج فارس است. طول مرز آبی کشور ایران با خلیج فارس، با احتساب جزایر در حدود ۱۸۰۰ کیلومتر و بدون احتساب جزایر در حدود ۱۴۰۰کیلومتر است.
طول خلیج فارس از تنگه هرمز تا آخرین نقطه پیشروی آن در جهت غرب در حدود ۸۰۵ کیلومتر است. عریض‌ترین بخش خلیج فارس ۱۸۰ مایل (۲۹۰ کیلومتر) است. عمیق‌ترین نقطهٔ خلیج فارس با عمق ۹۳ متر در ۱۵ کیلومتری تنب بزرگ و کم‌عمق‌ترین منطقهٔ آن با عمقی بین ۱۰ تا ۳۰ متر در سمت غرب است. همچنین جزایر متعددی در خلیج فارس وجود دارند.
سازمان آب‌نگاری بین‌المللی حد جنوبی خلیج فارس را «محدودهٔ شمال غربی خلیج عمان» تعریف کرده است. این حد به‌صورت «خطی که به رأس لیمه (۲۵ درجه و ۵۷ دقیقهٔ شمالی) در سواحل عربستان و رأس‌الکوه (۲۵ درجه و ۴۸ دقیقهٔ شمالی) در سواحل ایران می‌پیوندد» تعریف می‌شود.

### زمین‌شناسی
از دیدگاه زمین‌شناسی، خلیج فارس فرونشست زمین‌ساختی کم‌عمقی است که دوره ترشیاری پیش در حاشیهٔ جنوبی رشته‌کوه زاگرس تشکیل شده است. در واقع این دریا بازمانده گودال بزرگی است که از دوران گذشته زمین شناختی زیر تأثیر فشار ناشی از آتش فشان‌های فلات ایران بوده و پایداری فلات عربستان در مقابل این واکنش‌های تکتونیکی سبب ایجاد و توسعه پهنا-ژرفای آن شده است. شدیدترین چین خوردگی‌های دوران پلیو پلیستوسن، کرانه‌های شمالی خلیج فارس (زاگرس) را چین داده است. میزان این چین خوردگی‌ها که در خشکی‌های کشور ایران شدید است با شیب‌های کمتر به طرف دریا ادامه پیدا می‌کند به‌طوری‌که در دریا این شیب به ۱۰ تا ۲۰ درجه می‌رسد. محور اصلی خلیج فارس نیز یکی از پیامدهای زمین ساختی پدیده چین خوردگی زاگرس است که در دوران پلیو پلیستوسن شکل گرفته است. در پایان دوره پلیوسن، سطح دریا به‌احتمال زیاد ۱۵۰ متر بالاتر از سطح کنونی بوده است. این سطح در حدود ۱۰۰٬۰۰۰ سال پیش از میلاد مسیح و به تدریج به سطح کنونی رسیده است که آثار آن به صورت پادگانه‌های دریایی و سخا، در کرانه‌های جنوبی خلیج فارس بر جای مانده است.

### زمین ریخت‌شناسی
از نظر ژئومورفولوژی، خلیج فارس نامتقارن بوده و شیب سواحل جنوبی آن ملایم‌تر از شیب سواحل شمالی است. کرانهٔ جنوبی خلیج فارس، به‌ویژه در شرق شبه‌جزیرهٔ قطر، منطقهٔ وسیع و کم‌عمقی است (۱۰ تا ۲۰ متر) که به‌طور عمده با ریخت‌شناسی بسته، محیط تبخیری و منطقهٔ جزر و مدی مشخص است. خلیج فارس از رسوبات سخت و بلند با اشکال خطی ساخته شده و با واسطهٔ یک دشت ساحلی باریک با دریا در ارتباط است.
جزایر ایرانی خلیج فارس به‌صورت پشته‌های کشیده و همراستای ساحل که در واقع دنبالهٔ رشته‌کوه زاگرس هستند که بر اثر بالا آمدن آب به‌شکل جزیره درآمده‌اند مانند قشم و کیش یا این‌که کم و بیش دایره‌ای‌شکل هستند مانند هرمز و ابوموسی که گنبدهای نمکی سری هرمز هستند.
سطح جزایر خلیج فارس از رسوبات تخریبی و مارن تشکیل شده است که کم و بیش صدف دارند. خاک این جزایر به‌طور عمده شور یا حاوی گچ است که در نتیجه، رشد گیاهان را به گونه‌های خاص محدود می‌کند. شکل ساحلی خلیج فارس در مجاورت ایران از نوع طولی است که همراستای با محور ارتفاعات مجاور است که گاهی تراکم آبرفت‌ها فاصلهٔ زیادی بین خط ساحل و ارتفاعات زاگرس ایجاد کرده مانند جلگهٔ بوشهر و گاهی دامنهٔ تاقدیس‌ها در خط ساحلی قرار گرفته‌اند مانند غرب خورموج.

### آب‌وهوا‌شناسی
آب‌وهوا خلیج فارس خشک و نیمه‌گرمسیری است. در تابستان، دما گاهی تا ۵۰ درجهٔ سانتی‌گراد می‌رسد و میزان تبخیر بیشتر از میزان آب‌های وارده می‌شود. در زمستان دما تا ۳ درجهٔ سانتی‌گراد هم گزارش شده است. در عین شوری زیاد آب خلیج فارس، ۲۰۰ چشمهٔ آب شیرین در کف و ۲۵ چشمهٔ آب بطورکامل شیرین در سواحل آن جریان دارند که منشأ همگی آن‌ها از کوه‌های زاگرس در ایران است.
آب‌های شیرینی که وارد خلیج فارس می‌شوند به‌طور عمده محدود به روان‌آب‌های کوه‌های زاگرس در ایران و کوه‌های ترکیه و عراق است. رودخانه‌های اروندرود، کارون، جراحی، مند، دالکی و میناب بزرگ‌ترین و پرآب‌ترین رودخانه‌هایی هستند که به خلیج فارس می‌ریزند که بیشتر سرچشمه‌های آن‌ها در کوه‌های زاگرس قرار دارند. در کرانهٔ جنوبی، آب‌های ورودی به خلیج فارس بسیار کم است که موجب بالا بودن رسوبات کربناتی در این بخش شده است. به‌دلیل محصور بودن، اثر اقیانوس بر خلیج فارس بسیار ناچیز است و به همین علت، سرعت جریان‌های زیرین و افقی آن بسیار کم و در حدود ۱۰ سانتی‌متر در ثانیه است.
شوری بیشتر خلیج فارس نسبت به اقیانوس موجب پیدایش جریان آبی از اقیانوس هند به خلیج فارس می‌شود که به موازات ساحل ایران و در جهت پادساعت‌گرد است. جریان ذکر شده با کاهش دما و شوری همراه است به‌طوری‌که در تنگه هرمز مقدار نمک ۳۶٬۶ گرم در لیتر و در انتهای شمال غربی و در دهانه کارون در حدود ۴۰ گرم در لیتر است. میزان بارندگی در سواحل جنوبی کمتر از ۵ سانتی‌متر در سال و در سواحل شمالی بین ۲۰ تا ۵۰ سانتی‌متر در سال است.

## پیشینهٔ تاریخی نام خلیج فارس
تا پیش از سفر اکتشافی دریاسالار مقدونی، نئارخوس، به دستور اسکندر مقدونی، تصوری دقیقی از وجود خلیج فارس نبود و تمام آب‌های خلیج فارس و شرق آن، گوشه‌ای از اقیانوسی پنداشته می‌شد که به آن دریای اریتره، دریای سرخ یا دریای پائین می‌گفتند و پنداشته می‌شد که دو رود دجله و فرات، به‌طورمستقیم به این اقیانوس می‌ریزند. یونانیان اولین بار نام دریای پارس را بر این آب‌ها اطلاق کردند و سفرنامهٔ نئارخوس تا صدها سال بعد، تنها مأخذ مورد استفادهٔ جغرافی‌دانان برای شناخت این آب‌ها و سواحل آن بود.

### نام خلیج فارس
خلیج فارس و مترادف‌های آن در سایر زبان‌ها، اصیل‌ترین نام و نامی است بر جای مانده از کهن‌ترین منابع، که از سده‌های پیش از میلاد به‌طور مستمر در همه زبان‌ها و ادبیات جهانی استفاده شده است و با پارس، فارس، ایران و عجم ـ نام‌های ایران ـ و معادل‌های آن در سایر زبان‌ها گره خورده است.
در طی سال‌های ۵۵۰ تا ۳۳۰ پیش از میلاد، مصادف با حاکمیت شاهنشاهی هخامنشی بر منطقه خاورمیانه، به‌ویژه کل بخش خلیج فارس و برخی از بخش‌های شبه جزیره عربستان، نام دریای پارس به‌طور گسترده در متون نوشتاری گردآوری شده دیده می‌شود.

در همین دوره کتیبه‌های کانال سوئز داریوش بزرگ متعلق به سده پنجم پیش از میلاد وجود دارد. که می‌گوید:
دستور دادم این کانال (کانال فراعنه) را از رودخانه‌ای که نیل (پیراوا) نام دارد و در مصر (Mudrâyâ) جریان دارد، تا دریای که از پارس (پارسا) آغاز می‌شود، حفر کنند. از این رو، هنگامی که این کانال به دستور من حفر شد، کشتی‌هایی از مصر از طریق این کانال به ایران رفتند، همان‌طور که من قصد داشتم.— کتیبه‌های سوئز داریوش بزرگ
در گزارش علی بن حسین مسعودی، خلیج فارس شامل دریای عمان هم می‌شد. در گزارش ابن حوقل، بحر فارس شامل کل اقیانوس هند هم می شد. در گزارش اصطخری بحر فارس، دریای مشرقی بود (از بصره و هرمز تا حد چین. در مقابلِ مفهومی با "بحر روم" که دریای مغرب بود و شامل دریای مدیترانه و بخشهایی از اقیانوس اطلس امروزی می شد).
گرچه این آبراهه در همه متون تاریخی و جغرافیایی عربی خلیج فارس و بحر فارس نامیده شده است با این حال، این نام‌گذاری از دههٔ ۱۳۳۰ خورشیدی از سوی ملی‌گرایان عرب مورد چالش واقع شده است. کشورهای عربی، از دهه ۱۹۶۰ میلادی و با گسترش اندیشه‌های پان عربی توسط جمال عبدالناصر از نام جعلی خلیج عربی استفاده می‌کنند. این مطلب طی یک بخشنامه از طرف اتحادیه عرب به همه کشورهای عربی بطوررسمی ابلاغ شده است. اما سایر کشورهای جهان و سازمان‌های بین‌المللی همچنان از نام اصلی و کهن خلیج فارس به صورت رسمی استفاده می‌کنند و گاهی ممکن است در مکاتبات غیررسمی برای سادگی یا تحت نفوذ مالی عربی عبارت خلیج را به‌کار برند.
در سال‌های اخیر بسیاری از دانشمندان غربی و عربی و مسلمان در خصوص قدمت نام خلیج فارس یا علت تحریف نام خلیج فارس، اظهار نظرهای مستندی داشته‌اند که مجموعه این اعترافات در کتاب اسناد نام خلیج فارس، میراثی کهن و جاودان نوشته محمد عجم و در وب سایت مرکز مطالعات خلیج فارس و دریای پارس جمع‌آوری شده است.
تا پیش از دههٔ ۱۹۶۰، تمامی کشورهای عربی از عبارت «الخلیج الفارسی» در مکاتبات رسمی خود استفاده می‌کردند.
اما در سال‌های اخیر و به‌ویژه از دههٔ شصت میلادی به این سو، تحریف نام خلیج فارس در برخی مقاله‌ها و کتاب‌های انگلیسی و در برخی مکاتبه‌ها و نشریه‌های عربی دنبال شده است.

### نام خلیج فارس در اسناد، اطلس‌ها و نقشه‌های کهن
تاکنون چندین اطلس در بر دارندهٔ نام و نقشه‌های کهن از خلیج فارس منتشر شده که نشان می‌دهد که نام خلیج فارس در همه نقشه‌های کهن به‌کار رفته است. در کتاب اسناد نام خلیج فارس، میراثی کهن و جاودان، به جزئیات کامل این اطلس‌ها اشاره شده است. از کهن‌ترین این اطلس‌ها به‌طور نمونه می‌توان به نقشهٔ جهان از آناکسیماندروس (۶۱۰–۵۴۶ ق. م)، جغرافی‌دان یونانی که در کتاب Kleinere schriften، اثر (Joachim Lelewel (1836 بازسازی شده است، نقشهٔ جهان هکاتئوس (۵۵۰–۴۷۶ ق. م)، از سرشناس‌ترین جغرافی‌دانان یونانی و به نقشهٔ جهان بطلمیوس (۱۶۸–۹۰ م) اخترشناس و جغرافی‌دان مشهور اسکندریه و نخستین کسی که اطلسی شامل ۳۶ نقشه از نقاط مختلف جهان تهیه کرده است اشاره نمود.

## جزایر خلیج فارس

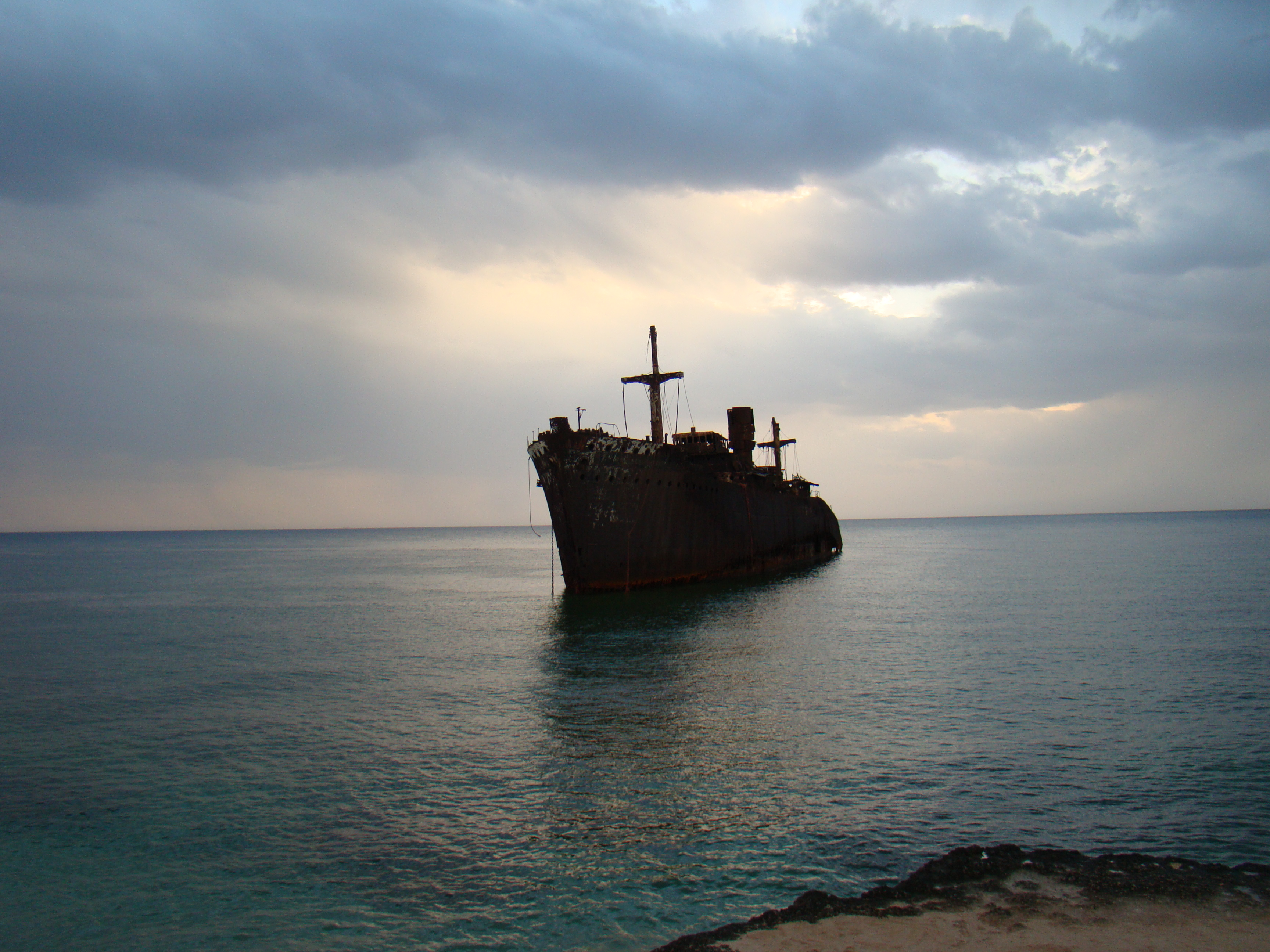
کشتی یونانی در آب‌های ساحلی جزیرهٔ کیش در خلیج فارس

جزایر زیادی در خلیج فارس وجود دارند که برخی از آن‌ها از اهمیت کم و برخی از اهمیت بالایی برخوردارند. بیشتر جزایر مهم خلیج فارس متعلق به ایران است. جزایر مهم خلیج فارس عبارت‌اند از: قشم، بحرین، کیش، خارگ، ابوموسی، تنب بزرگ، تنب کوچک و جزیرهٔ لاوان.

### جزایر ایرانی خلیج فارس
از میان جزایر خلیج فارس بیش از ۳۰ جزیرهٔ مسکونی و غیرمسکونی آن متعلق به کشور ایران است. برخی از این جزایر به علت کشند آب (جذر و مد) در زیر آب قرار می‌گیرند و غیرمسکونی هستند. جزایر غیرمسکونی خلیج فارس به عنوان زیستگاه مرجان‌های دریایی، محل تخم‌گذاری پرستوهای دریایی و لاک‌پشت‌ها و هم چنین زیستگاه انواع پرندگان مهاجر از اهمیت ویژه جهانی برخوردار است. بزرگ‌ترین جزیره این خلیج قشم نام دارد.
- جزایری که در استان هرمزگان ایران قرار دارند:

کیش - قشم - تنب بزرگ - تنب کوچک - ابوموسی - لاوان - شیدور - هندرابی - فرور بزرگ - فرور کوچک - سیری - لارک - جزایر ناز - جزیره هرمز - جزیره هنگام
- جزایری که در استان بوشهر ایران قرار دارند:[۳۸][۳۹][۴۰]

جزیره خارگ - جزیره خارگو - جزیره عباسک - جزیره میر مهنا - جزیره فارسی - جزیره نخیلو - جزیره تهمادون - جزیره ام‌الکرم - جزیره شیخ کرامه - جزیره شیف - جزیره مطاف - جزیره مرغی - جزیره چراغی - جزیره ام‌سیله - جزیره سه‌دندون - جزیره مولیات
- جزایری که در استان خوزستان ایران قرار دارند:

جزیره مینو - خور موسی -جزیره بونه - جزیره دارا - جزیره قبر ناخدا

## اهمیت خلیج فارس
خلیج فارس در واقع محور ارتباط بین اروپا، آفریقا، آسیای جنوبی و جنوب شرقی است. از نظر راهبردی در منطقه خاورمیانه، به عنوان بزرگ‌ترین و مهم‌ترین مرکز ارتباطی بین این سه قاره است و بخشی از یک سیستم ارتباطی شامل اقیانوس اطلس، دریای مدیترانه، دریای سرخ و اقیانوس هند است. به همین دلیل از دیرباز مورد توجه قدرت‌های جهانی و هم چنین بازرگانان و تجار دنیا بوده است. هم چنین این منطقه منبع مهم انرژی جهان است. در مجموع خلیج فارس از نظر جغرافیای سیاسی، راهبردی، انرژی و تاریخ و تمدن یک پهنه آبی مهم و حساس در دنیا شمرده می‌شود.

### اهمیت اقتصادی

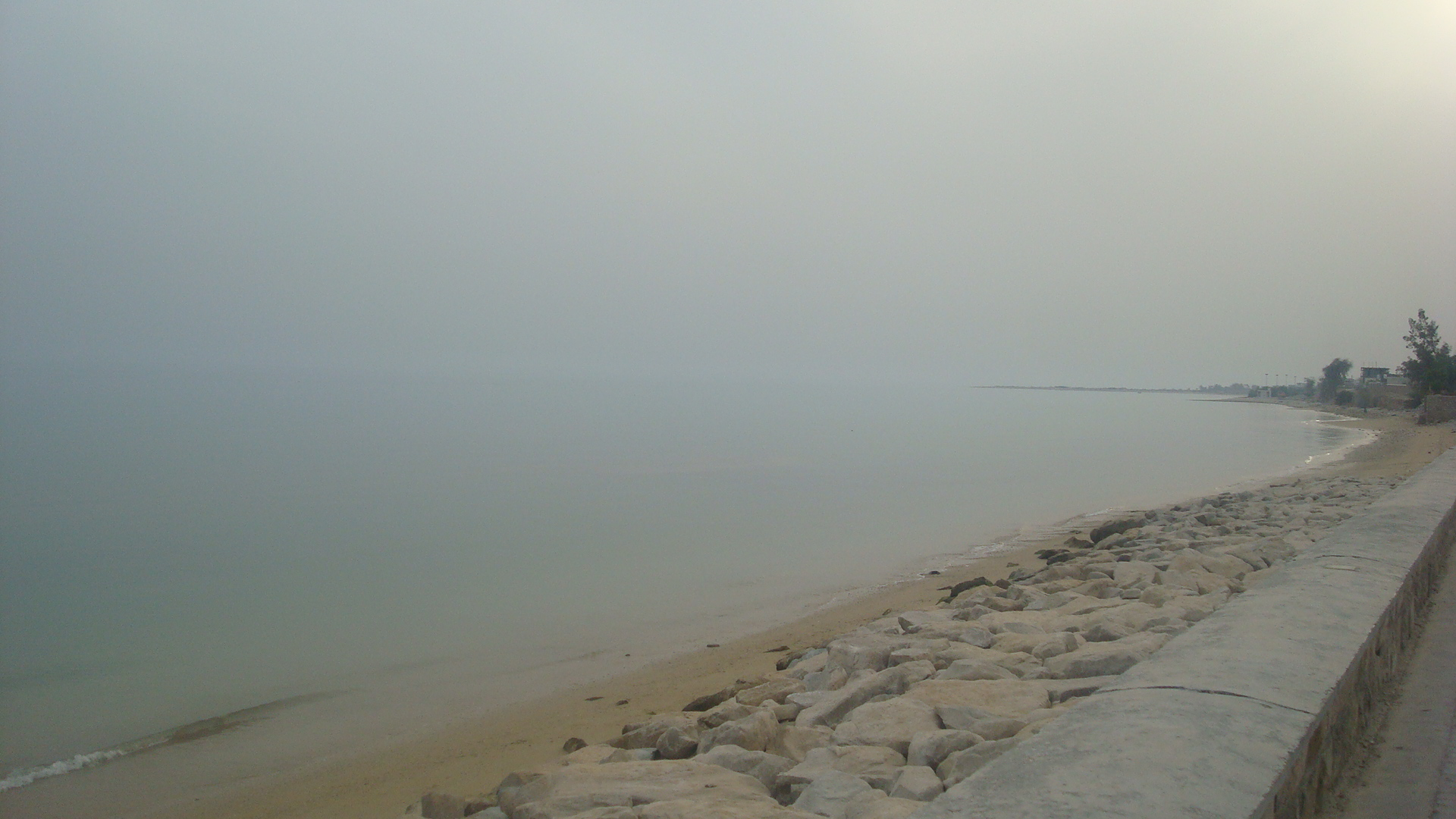
ساحل خلیج فارس در بندر سیراف در استان بوشهر ایران

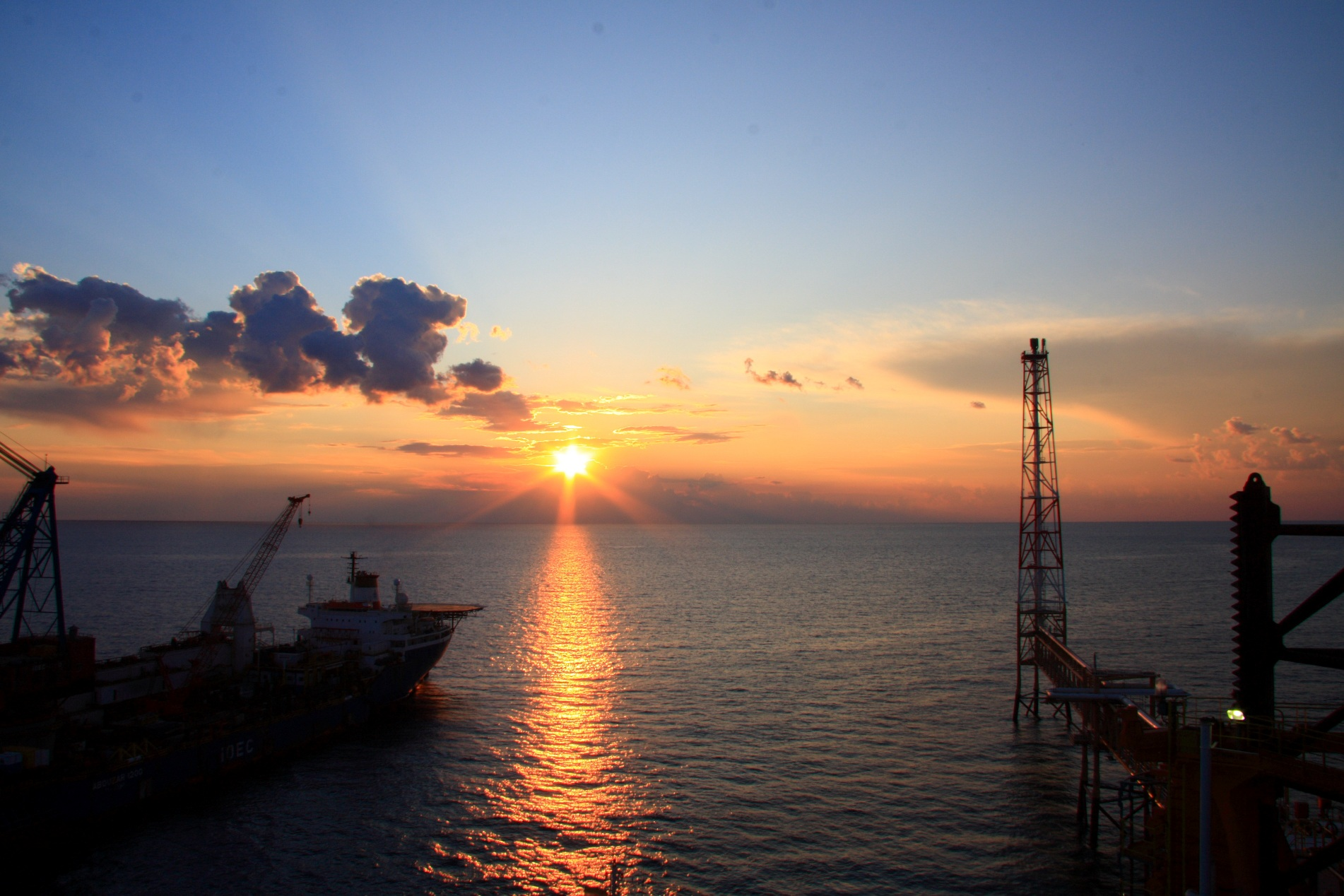
افق خلیج فارس در منطقه پارس جنوبی

از مهم‌ترین ویژگی‌های خلیج فارس، وجود معادن سرشار از نفت و گاز در کف بستر و سواحل آن است، طوری‌که این منطقه را «مخزن نفت جهان» نام نهاده‌اند. خلیج فارس، مسیر انتقال نفت کشورهای ایران، عراق، کویت، عربستان و امارات متحده عربی است؛ به همین سبب، منطقه‌ای مهم و راهبردی به‌شمار می‌آید. در حدود ۳۰ درصد نفت جهان از منطقه خلیج فارس تأمین می‌شود که این مقدار گاهی افزایش و گاهی کاهش می‌یابد. نفت تولیدشده در حوزهٔ خلیج فارس باید از طریق این پهنه آبی و از راه تنگه هرمز به سایر نقاط جهان حمل شود. خلیج فارس از نظر ذخایر نفتی در مقایسه با سایر نقاط جهان دارای مزایای زیادی مانند سهولت استخراج، هزینهٔ پایین تولید، مازاد ظرفیت تولید، کیفیت بالای نفت خام منطقه، سهولت حمل و نقل، توان بالای تولید چاه‌ها و امکان کشف ذخایر جدید نفتی وسیع در منطقه است. طبق آخرین برآوردهای انجام شده، حوزهٔ خلیج فارس در حدود ۷۳۰ میلیارد بشکه ذخیرهٔ نفت اثبات‌شده و بیش از ۷۰ تریلیون مترمکعب گاز طبیعی را در خود جای داده است. همچنین بندرهای مهمی در حاشیهٔ خلیج فارس وجود دارد که از آن‌ها می‌توان بندرعباس، بوشهر، بندر لنگه، کیش، خرمشهر و بندر ماهشهر در ایران و شارجه، دبی و ابوظبی را در امارات متحده عربی، بندر کویت در کویت، دوحه در قطر، دمام و ظهران در عربستان و بندر بصره و فاو در عراق را نام برد.

### اهمیت نظامی-راهبردی
از منظر نظامی، وجود پایگاه‌های نظامی متعدد اعم از دریایی، هوایی و زمینی در منطقه خلیج فارس که به‌طور عمده متعلق به کشورهای آمریکا و انگلستان هستند و هم چنین حضور ناوهای جنگی کشورهای غربی به‌ویژه آمریکا در آب‌های خلیج فارس، اهمیت نظامی و راهبردی خلیج فارس را آشکار می‌سازد. جنگ نفت‌کش‌ها که در جریان جنگ ایران و عراق رخ داد یکی از عوامل حضور نظامی کشورهای غربی به‌ویژه آمریکا در خلیج فارس شد. اهمیت نظامی-راهبردی خلیج فارس به‌طور ویژه در جریان جنگ ایران و عراق، جنگ خلیج فارس و جنگ عراق آشکار شد.

## پیشینهٔ دریانوردی در خلیج فارس
پیشینهٔ دریانوردی در خلیج فارس به گذشته‌های بسیار دور، دست‌کم دو هزار سال پیش از میلاد، بازمی‌گردد. مردمان تمدن‌هایی مانند سومر، اکد، ایلام مسیر خود بین بین‌النهرین و موهن‌جو دارو در درهٔ سند را از طریق این پهنهٔ آبی می‌پیمودند. بررسی‌های اخیر نشان می‌دهد که فنیقی‌ها، نخست در جزیره‌ها و سرزمین‌های پیرامون خلیج فارس زندگی و دریانوردی می‌کردند. در دورهٔ هخامنشیان، داریوش بزرگ از دریانوردان برجستهٔ ایرانی، فنیقی و ساتراپهای یونانی‌نشین امپراتوری پارس خواست تا برای کشف سرزمین‌های جدید به دریانوردی بپردازند که در نتیجه شناخت ایرانیان نسبت به خلیج فارس بیشتر شد. در یکی از کهن‌ترین اسناد پیرامون دریانوردی در خلیج فارس که به سده چهارم پیش از میلاد مربوط می‌شود، دریانوردی به‌نام نئارخوس در یازدهمین سال فرمان‌روایی اسکندر مقدونی و به دستور او سفر دریایی خود را آغاز کرد و در این سفر از دهانهٔ رود سند به دهانهٔ تنگهٔ هرمز رفته و پس از عبور از خلیج فارس در ساحل رود کارون لنگر انداخت. او که در این سفر چند دریانورد ایرانی ازجمله بگیوس پسر فرناکه، هیدارس بلوچ و مازان قشمی نیز او را همراهی می‌کردند، سفرنامه‌ای از سفر ۱۴۶ روزهٔ خود نوشت که چکیده‌ای از آن باقی مانده است. او در سفرنامهٔ خود به فانوس‌های دریایی بزرگ و شگفت‌انگیز در خلیج فارس اشاره می‌کند.

## دزدی دریایی در خلیج فارس
در سده ۱۸ تا ۱۹ به منطقه سواحل امروزی امارات متحده عربی و شمال عمان، ساحل دزدان گفته می‌شد. پس از پیروزی ارتش هند/بریتانیا بر دزدان و امضای قرارداد صلح، نام این منطقه به ساحل آشتی تغییر یافت.
پادشاهان یا حکمرانان هرمز در دوران عظمت و اقتدار خویش، حوزهٔ مسقط و منطقه‌ای در دریای عمان و حتی قسمتی از کرانه‌های جنوبی خلیج فارس را که بعدها «ساحل دزدان» نام گرفته بود را همیشه تحت کنترل قرار می‌دادند و در کرانه‌های جنوبی ایران، مانع عملیات دریازن‌ها گردیده و هنگام نیاز، آن‌ها را سرکوب می‌کردند. در سده پانزدهم، کم و بیش فعالیت دریازنان بر اثر وجود حکمرانان هرمز، ناموفق باقی می‌ماند. در سده‌های بعد، پرتغالی‌ها و سپس دودمان صفویان نمی‌گذاشتند دریازنی در خلیج فارس انجام بگیرد. بعد از صفویان نیز هلندی‌ها و سپس انگلیسی‌ها کم و بیش کوشش‌های مؤثری در این زمینه به عمل آورده‌اند.

## محیط زیست خلیج فارس

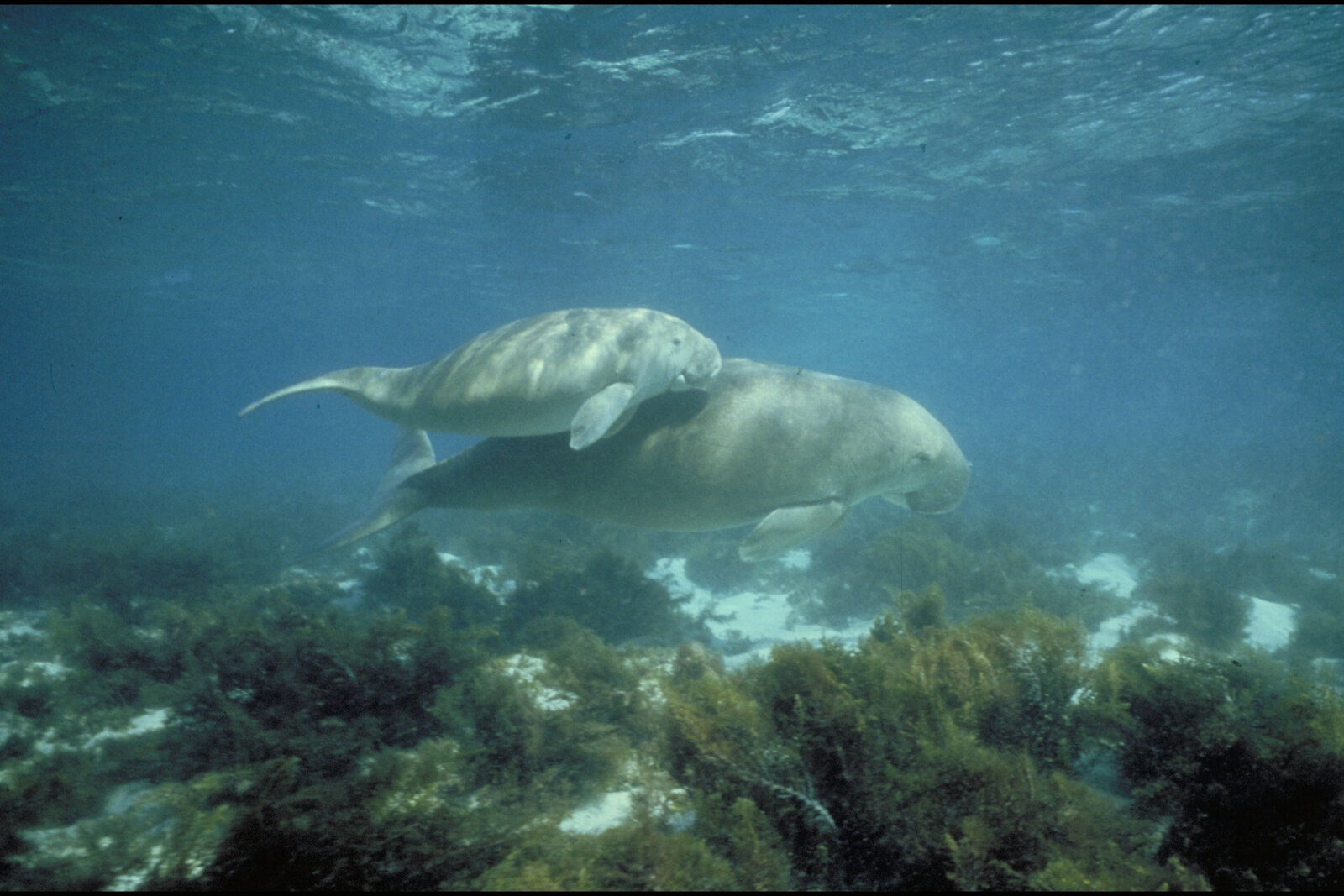
پستاندار دریایی به‌نام فیل دریایی به همراه فرزندش در آب‌های کم‌عمق خلیج فارس

### دلفین‌ها و نهنگ‌ها

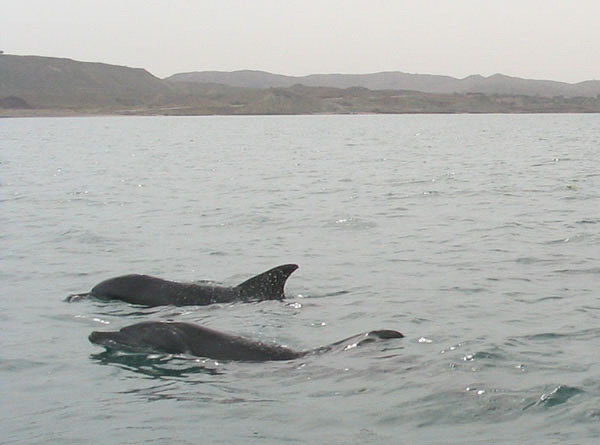
دلفین‌های آب‌های جزیره هنگام

### جنگل‌های حرا

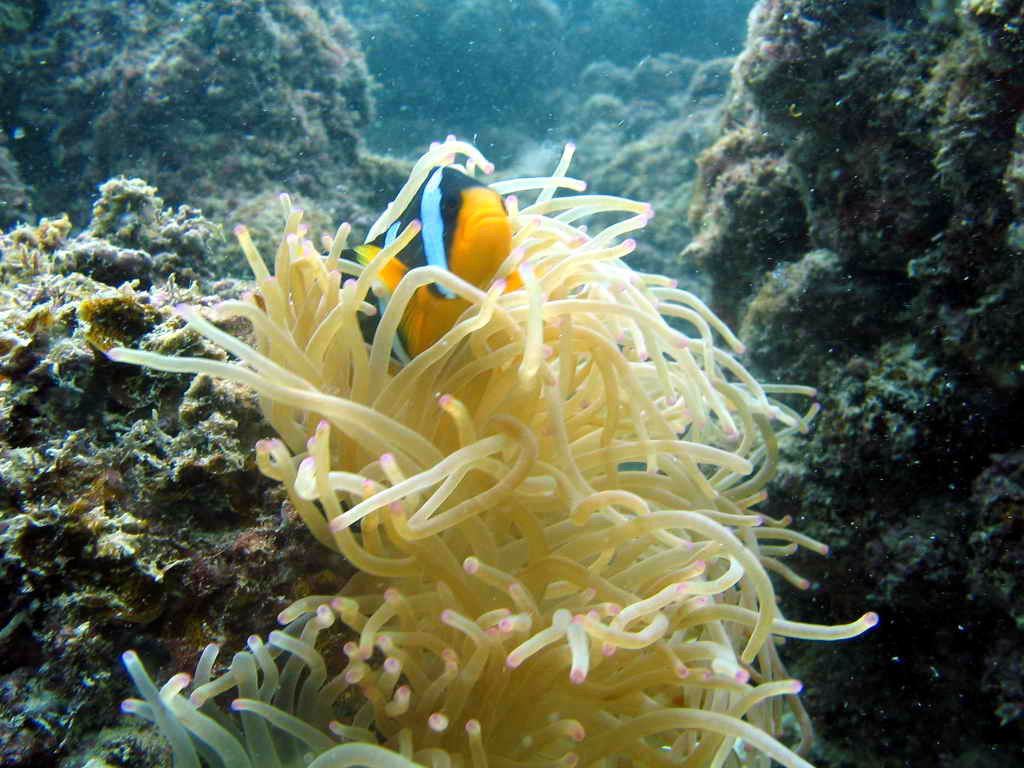
شقایق دریایی در آب‌های جزیره کیش

## نگارخانه

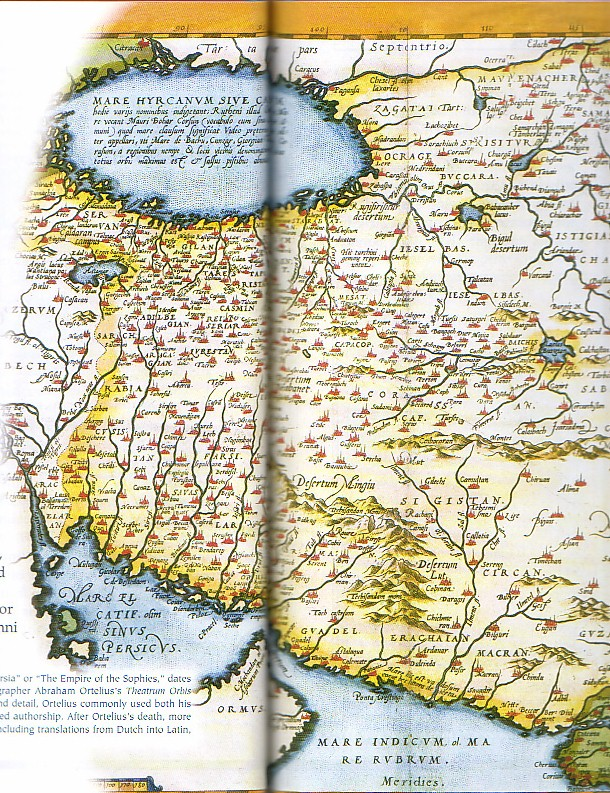
نقشه‌ای که توسط کارتوگرافر آلمانی آبراهام ارتلیوس ترسیم شده که در نخستین اطلس نوین در میان سال‌های ۱۵۷۰ تا ۱۶۲۴ چاپ شده است. نام خلیج فارس در نقشه مشهود است
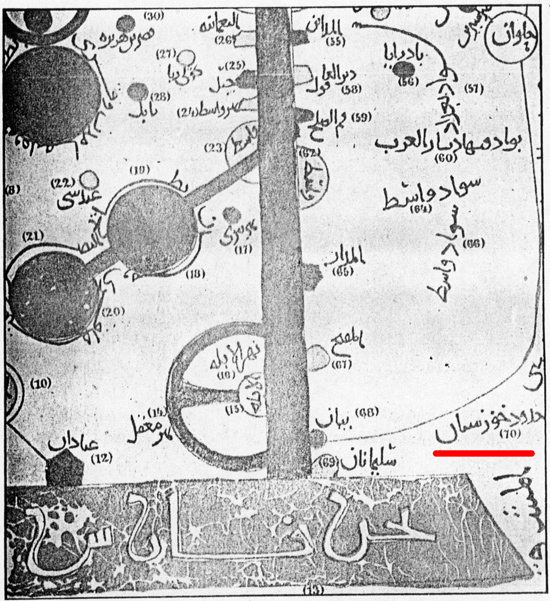
نقشه‌ای که توسط اصطخری جغرافیدان ایرانی در سده ۹ میلادی در کتاب الاقالیم رسم شده است، و در آن نام «دریای فارس» (بحر فارس) برای خلیج فارس به‌کار رفته است.
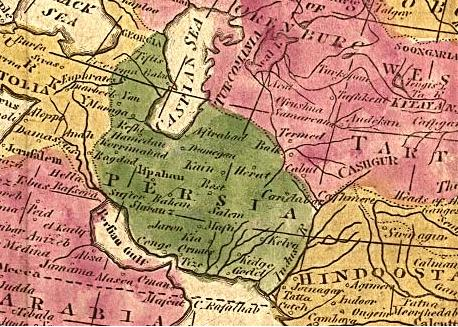
نقشه بریتانیایی چاپ ۱۸۰۸ میلادی که نام خلیج فارس را نشان می‌دهد.
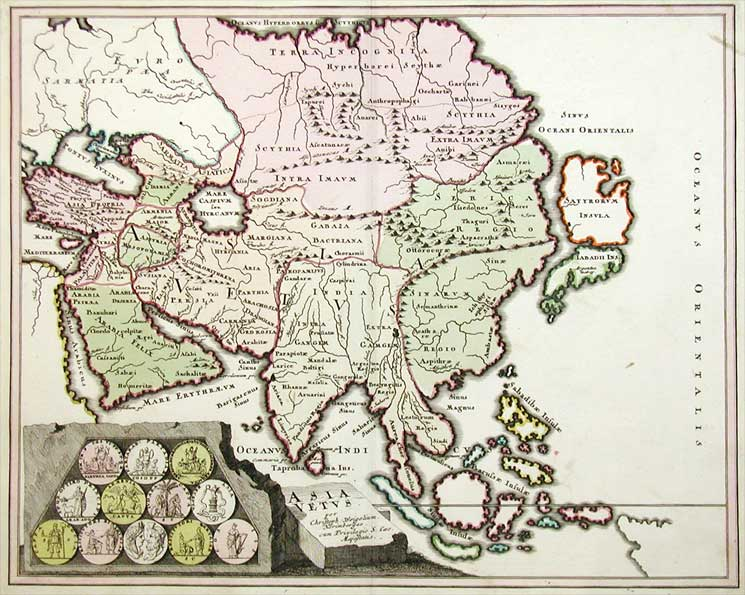
نقشه‌ای اروپایی از سال ۱۷۱۹ میلادی که نام خلیج فارس را نشان می‌دهد.
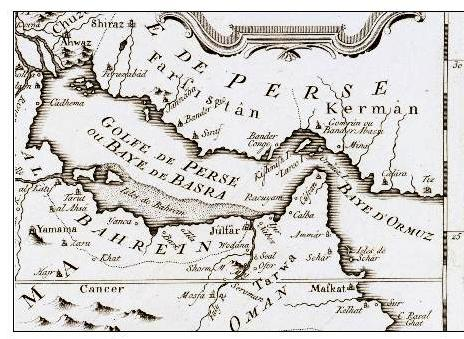
نقشه تاریخی به زبان فرانسه از خلیج فارس
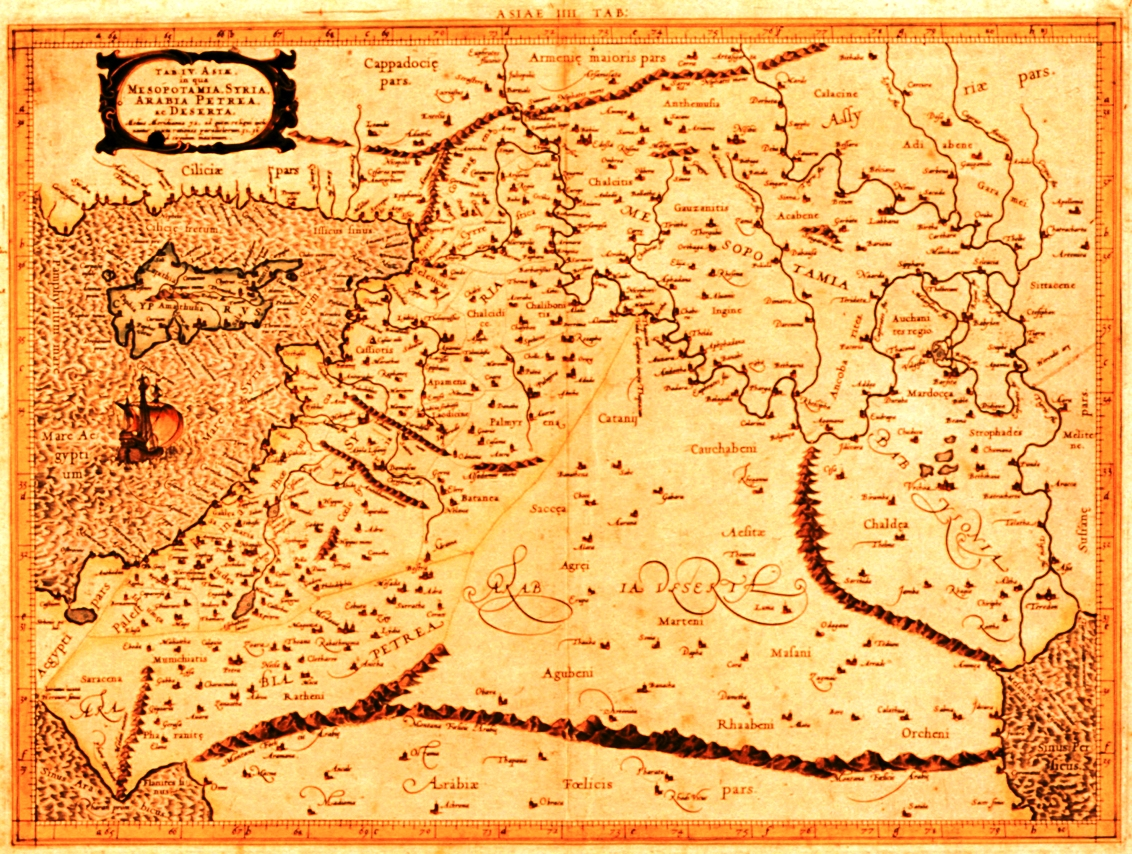
نقشه‌ای اروپایی از سده ۱۶ میلادی؛ نام خلیج فارس به لاتین Sinus Persicus در سمت راست پایین نقشه دیده می‌شود
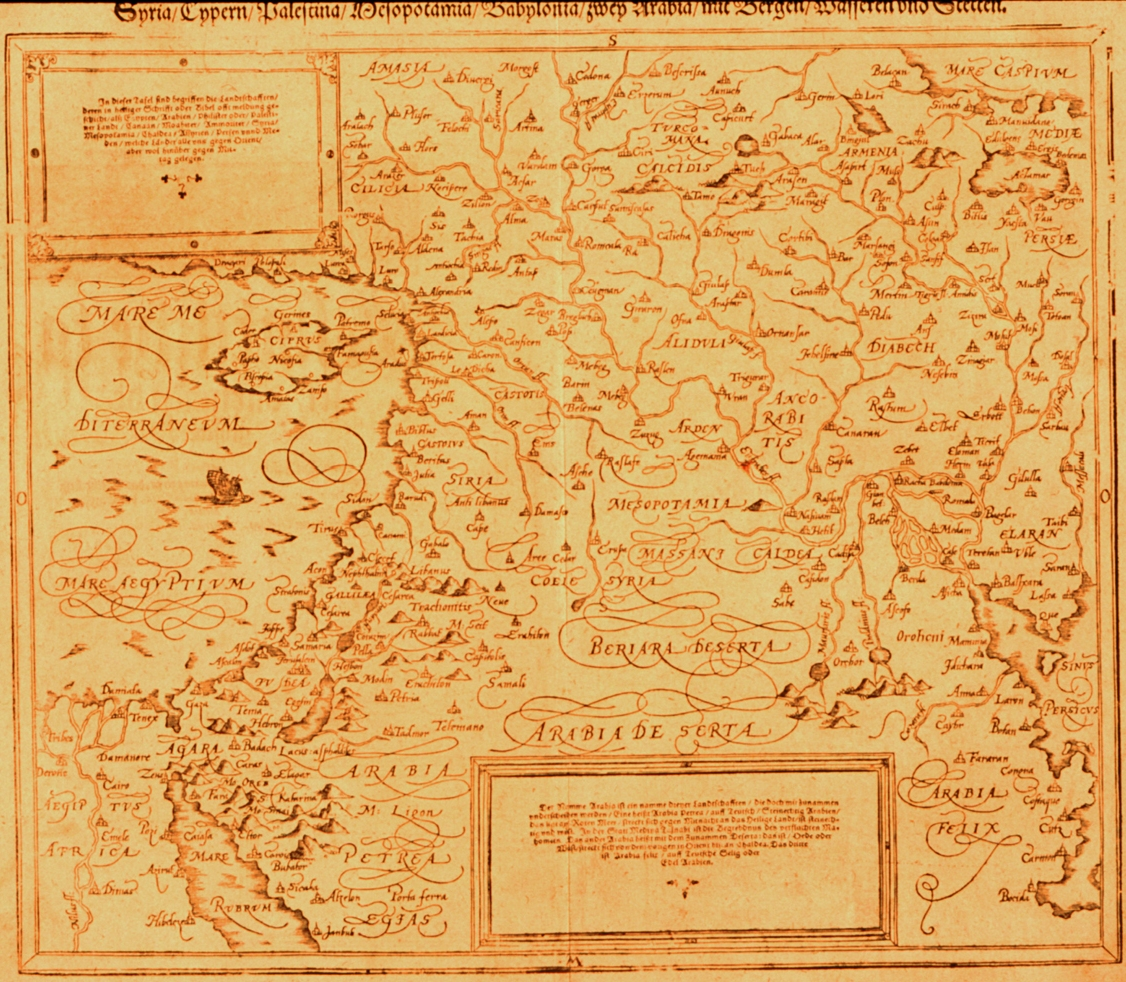
نقشه‌ای که سباستین مونستر در سال ۱۵۸۸ میلادی رسم کرده، و نام «خلیج فارس» را نشان می‌دهد.
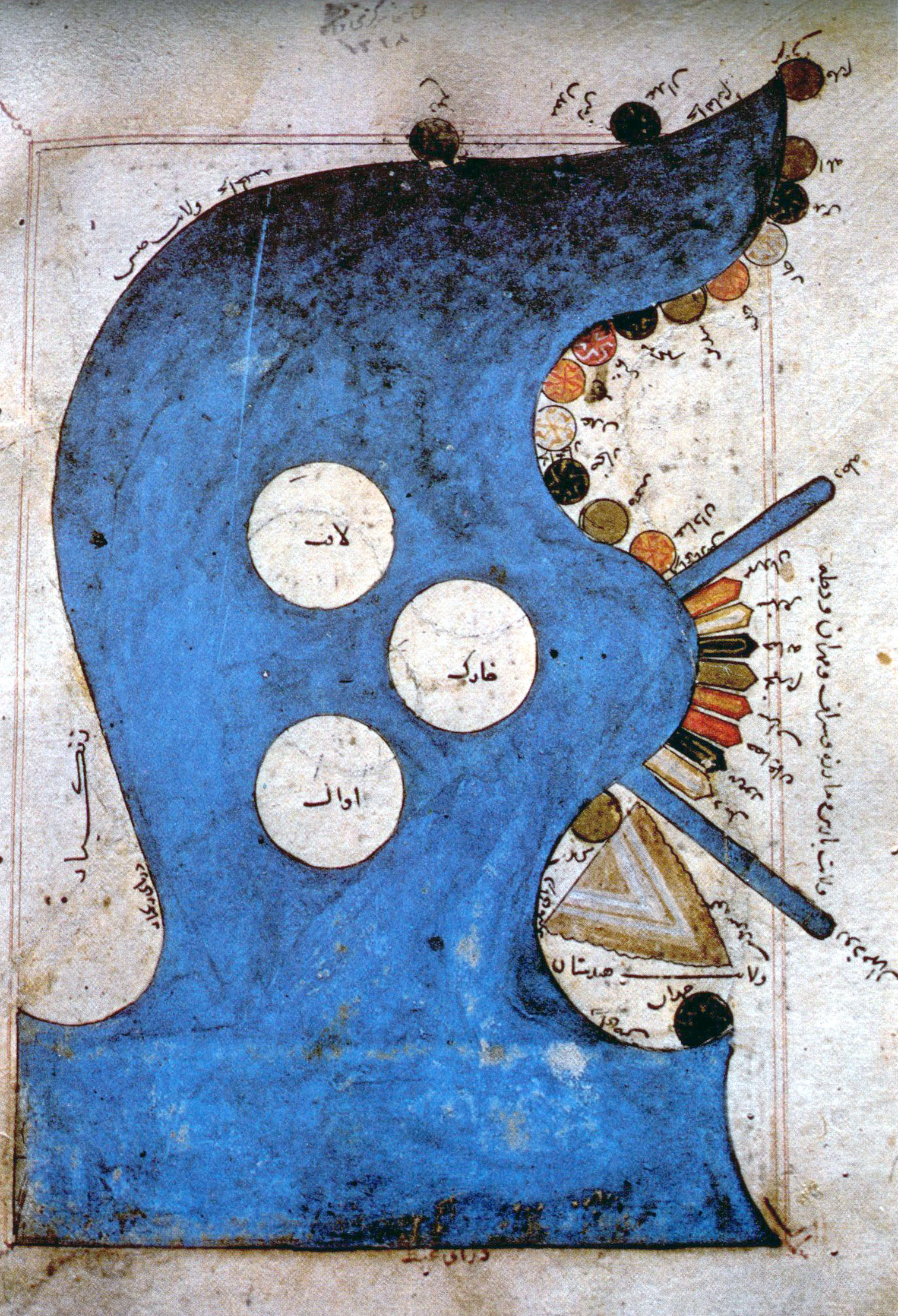
نقشه‌ای که توسط اصطخری در دوران طلایی اسلام ترسیم شده است.
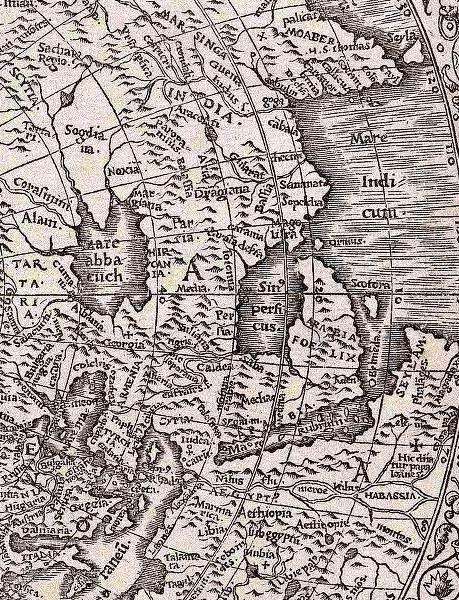
نقشه‌ای اروپایی از سال ۱۵۳۱ میلادی که نام لاتین خلیج فارس را نشان می‌دهد.
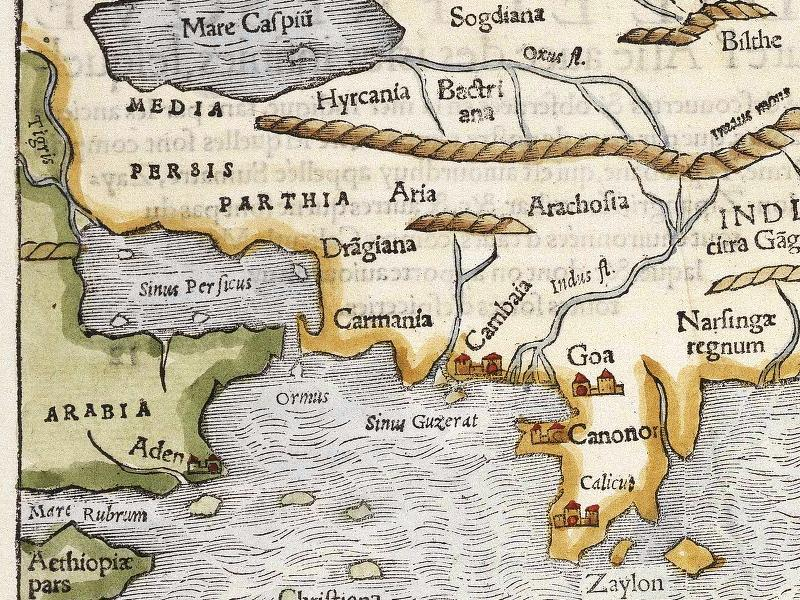
نقشه‌ای فرانسوی از سال ۱۵۴۰ میلادی که نام خلیج فارس را نشان می‌دهد.
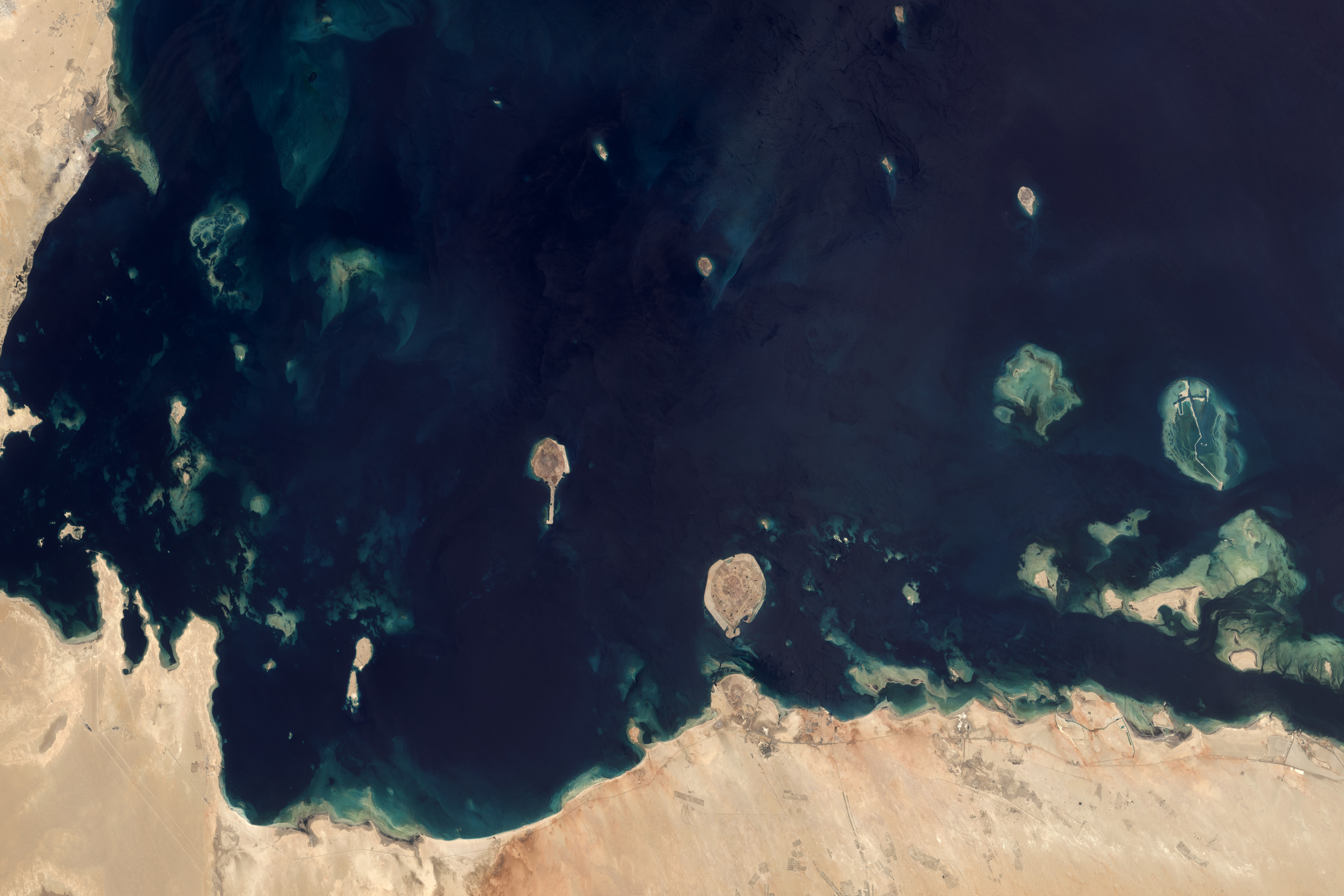
تپه‌های مرجانی در خلیج فارس
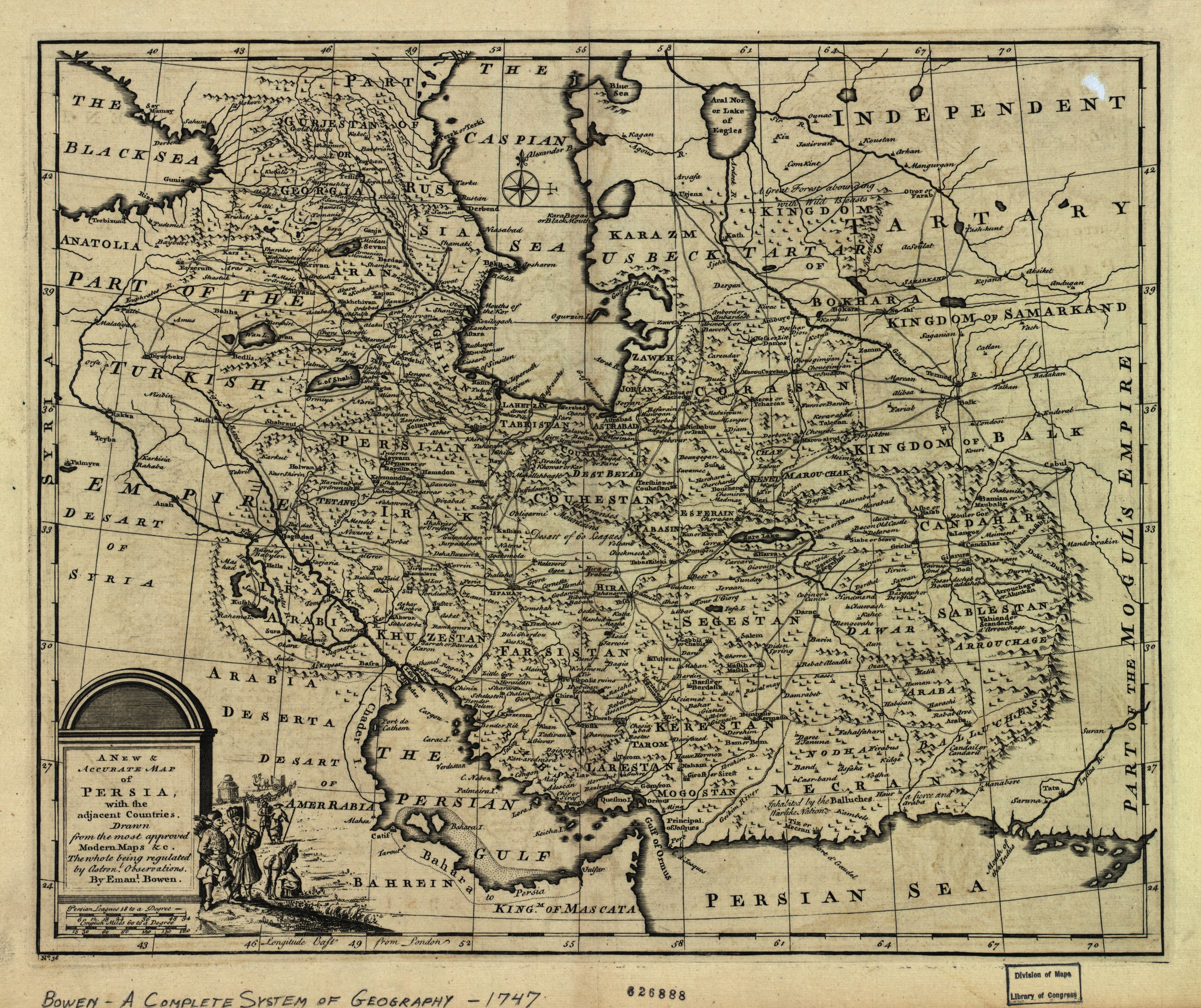
نقشهٔ امپراطوری ایران، ۱۱۲۶ خورشیدی، نقشهٔ چاپ شده در لندن. ۱۷۴۷ م. نام خلیج فارس «Persian Gulf» و نام دریای عمان «Persian Sea» نوشته شده است.
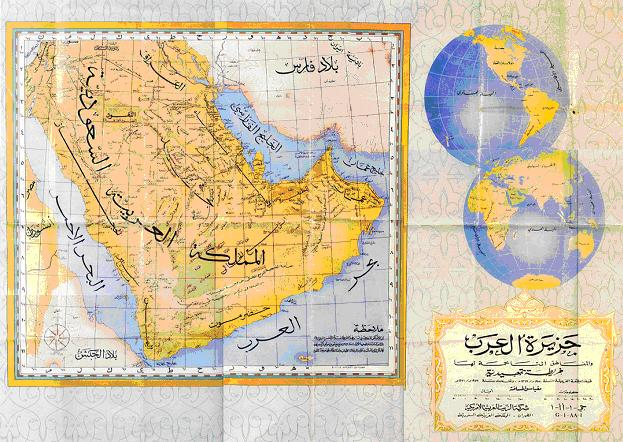
نقشه عربستان سعودی از خلیج فارس، مربوط به سال ۱۹۵۲ میلادی که نام خلیج فارس را نشان می‌دهد.
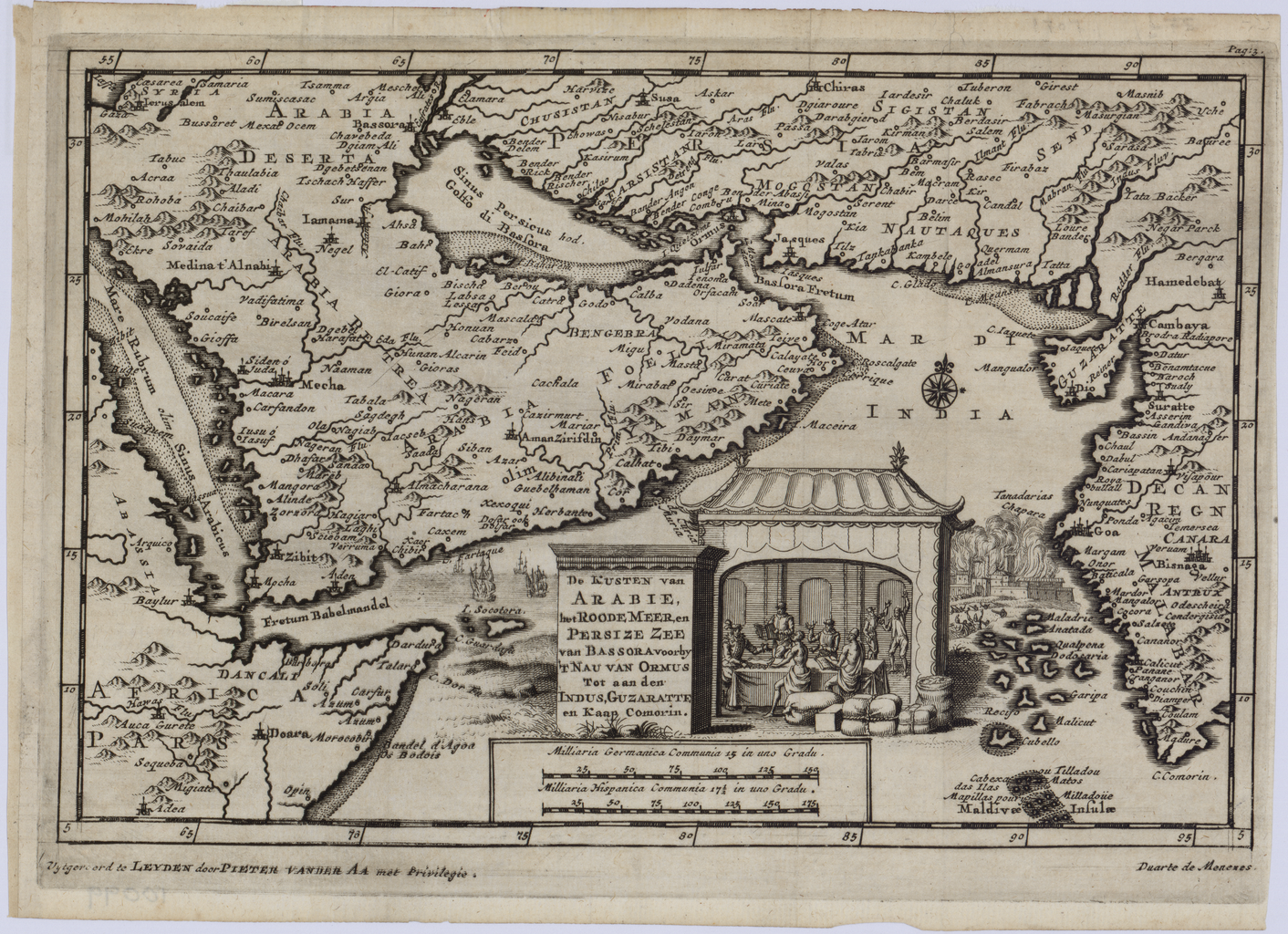
نقشهٔ هلندی که شامل نام خلیج فارس می‌شود.
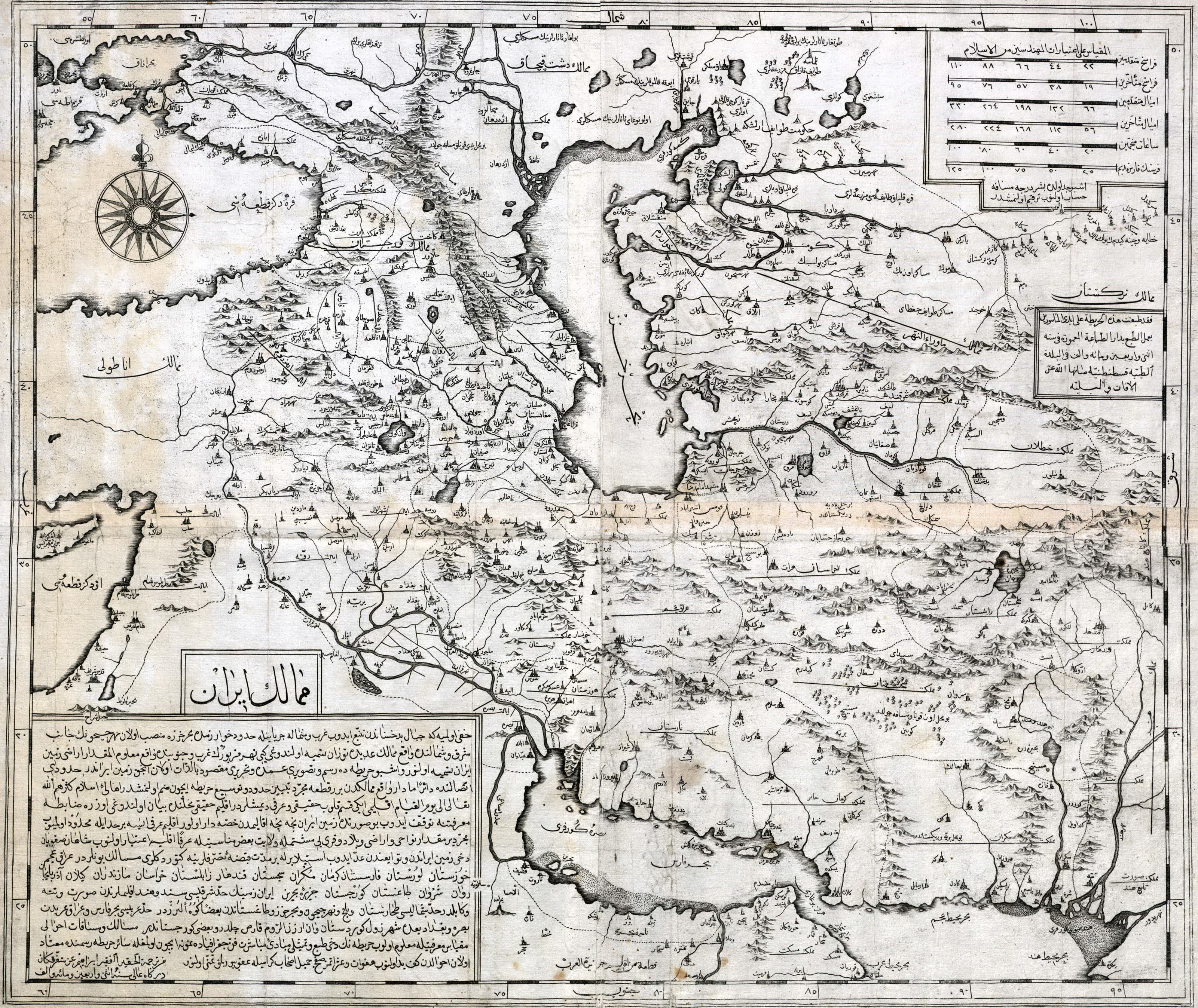
نقشه ایران در سال۱۱۴۲ قمری تهیه شده توسط ابراهیم عز متفرقگان درگاه عالی دربار عثمانی. بحر فارس هم در جدول توضیحات و هم در جنوب ایران مشخص است.
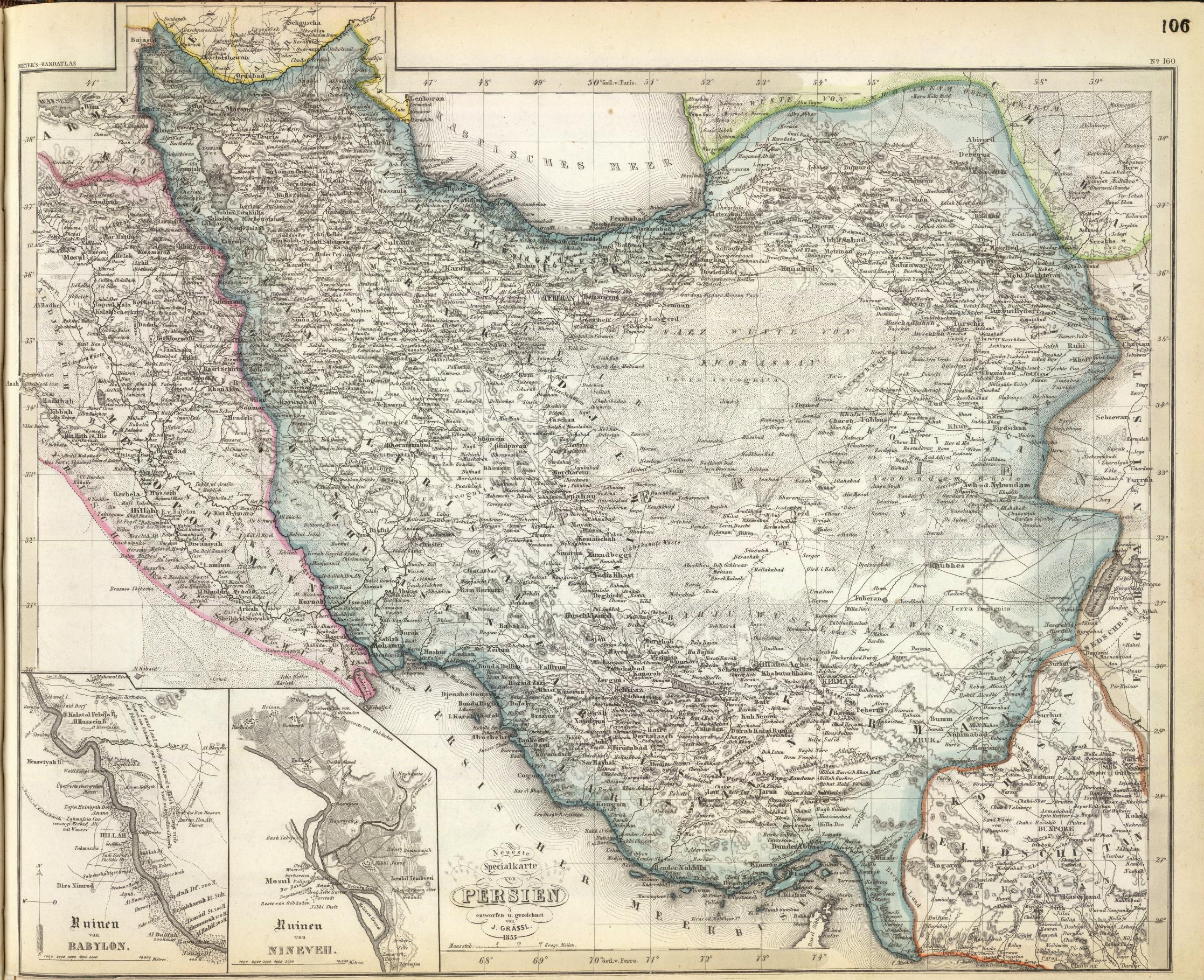
ایران در سال ۱۸۵۵ نام خلیج فارس در نقشه آمده است.
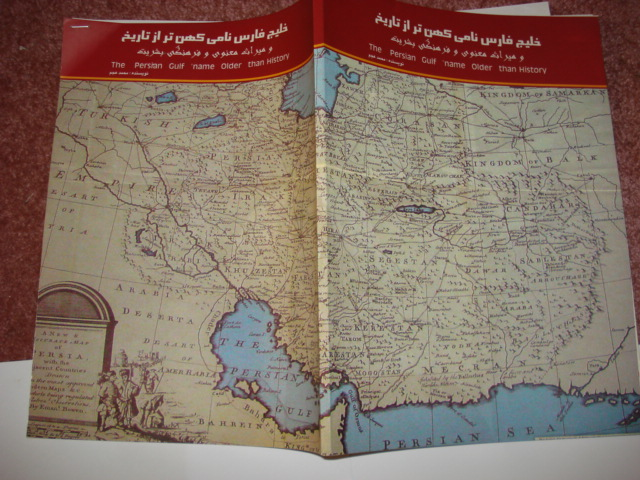
خلیج فارس و دریای پارس در نقشه بوئن ۱۷۴۷
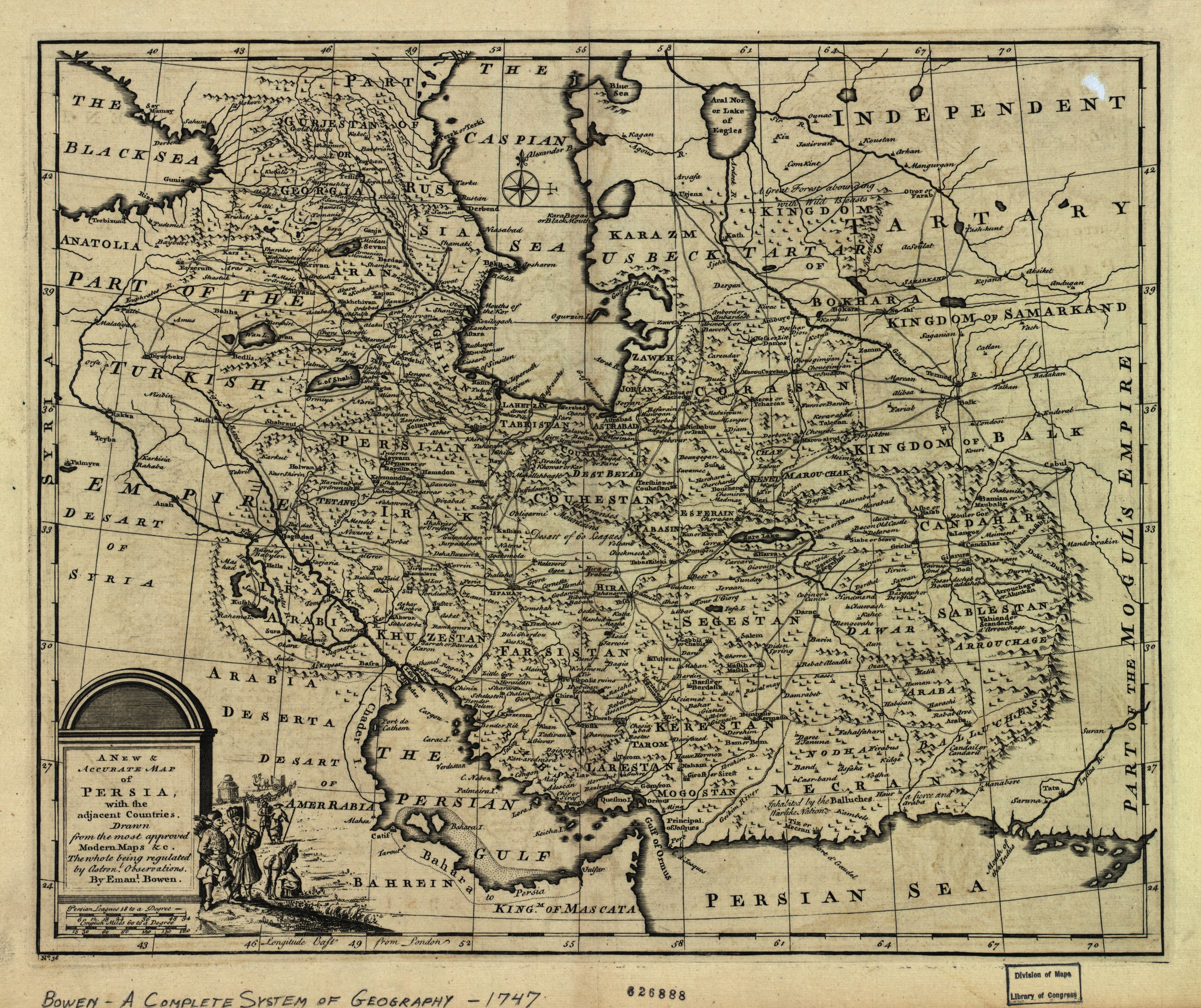
خلیج فارس ۱۷۴۷
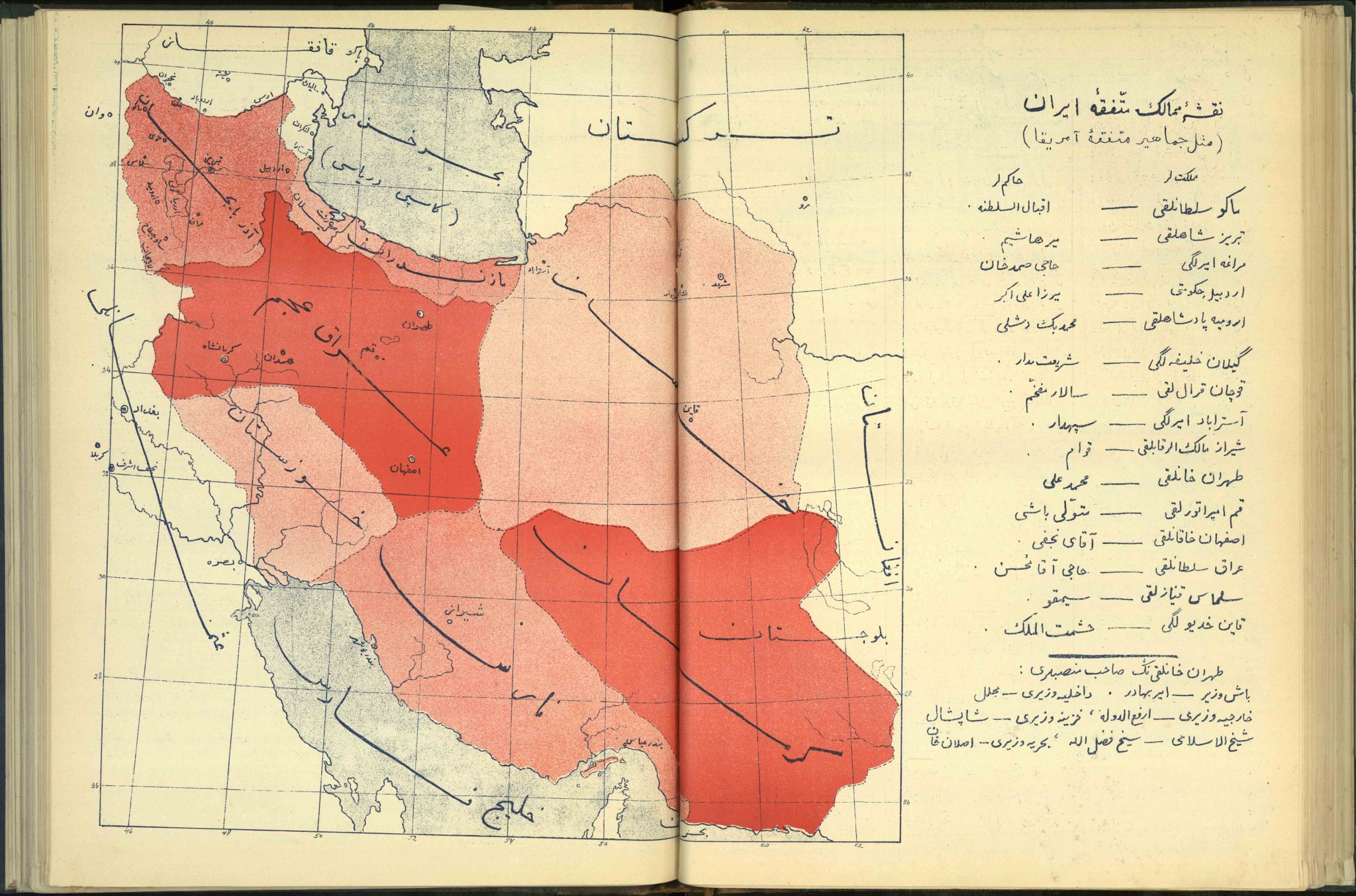
برگی از مجلهٔ ملانصرالدین در سال ۱۲۸۷ خورشیدی که نقشهٔ ایران را کشیده و این خلیج را با نام خلیج فارس شناخته است.